# 노르딕 여권 연맹

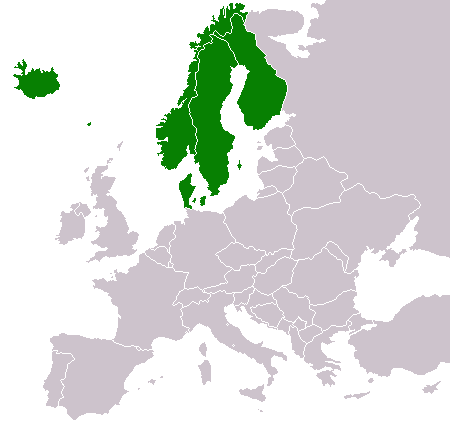
노르딕 여권 연맹 가맹국은 노르웨이, 덴마크, 스웨덴, 아이슬란드, 페로 제도, 핀란드이다.

노르딕 여권 연맹은 노르딕 국가(노르웨이, 덴마크, 스웨덴, 아이슬란드, 핀란드)의 국민들이 다른 노르딕 국가로 여행하거나 이민갈 때 여권이나 거주 허가가 필요하지 않도록 하는 조약이다. 노르딕 국가에 입국한 외국인도 여권 검사를 받지는 않지만, 올바른 여행 증명서 및 여권이 필요하다.

## 체결
총 3단계로 나누어 체결되었다. 1단계는 1952년 체결되었으며, 노르딕 국가 간 여행 시 여권 검사를 생략하였고 한 노르딕 국가에서 다른 노르딕 국가로 불법 입국한 외국인의 재입국을 허용하였다. 2단계는 1954년 체결되었으며, 거주 허가 없이도 노르딕 국가 국민의 자유로운 이주를 허용하였다. 3단계는 1957년 7월 12일 서명되고 1958년 5월 1일 시행되었으며, 노르딕 국가간 이동 시 외국인의 여권 검사를 폐지하였다.

## 솅겐 조약과의 관계
1996년 모든 노르딕 국가는 솅겐 조약에 합의하였다. 2001년 3월 25일 페로 제도를 제외한 노르딕 여권 연맹의 5개국에 솅겐 조약이 완전히 적용되었다. 솅겐 지역 내 이동 시 국경 검사도 폐지되었다. 노르딕 여권 연맹의 일부 조약은 솅겐 조약보다 더 많은 권리를 보장한다. 예를 들어 다른 노르딕 국가로 이주할 때는 필요한 서류가 적으며, 귀화 시 필요한 조건이 더 적다. 노르딕 여권 연맹 내에서는 노르딕 국가에서 발급한 임의의 신분증(예로 운전 면허증)이 모두 통용되나, 다른 솅겐 국가로 여행할 때에는 국가에서 인정하는 ID 카드나 여권이 필요하다. 많은 노르딕 국민들은 솅겐 조약에서 인정하는 신분증을 가지고 있지 않으며, 노르딕 국가 이외의 솅겐 지역 내를 이동할 때에는 여권이 필요하다.
2001년 이전에는 덴마크에서 다른 노르딕 국가를 육지 및 페리로 이동할 때 세관 검사가 시행되었다. 노르딕 국민들은 여권이 필요하지 않았으나, 스칸디나비아 언어가 모국어가 아닌 사람들에게는 여권이 유용하였다. 모든 차량 운전자들은 이동했던 곳을 말해야 했고, 의심되는 사람들은 정밀 검사가 이루어졌다. 덴마크로 들어오는 육상 및 페리나 노르웨이, 스웨덴, 핀란드 간 이동 시에는 여권 및 세관 검사가 더 여유로웠다. 항공 이동 시에는 여권 및 세관 검사가 진행되었으나, 스칸디나비아 언어를 사용하여 노르딕 국가 국민임을 증명하고 노르딕 국가 이내의 여행인 경우에는 노르딕 국가에서 발행한 신분증만 있으면 되었다. 열차나 항공 같은 대중 교통 사용 시에는 출입국 심사가 이루어지지 않았다.
2001년 3월부터 솅겐 조약이 적용되면서 덴마크를 출국할 때 세관 검사가 더 여유로워졌다.

## 조약

### 노르딕 시민의 여권 폐지
노르웨이, 덴마크, 스웨덴, 핀란드 간을 이동할 때의 여권 검사 폐지 조약은 1952년 7월 14일 스톡홀름에서 조인되었다. 4개국 각자 개별로 결정하였으나, 결정은 동시에 이루어졌다. 전쟁이나 전쟁 위험시, 국제 및 국내 상황이 위험할 때에는 취소할 수 있다.

### 외국인 재입국
같은 날 외국인 재입국에 대한 조약이 체결되었다. 노르딕 국가 이외의 외국인이 한 노르딕 국가에서 다른 노르딕 국가로 불법 입국하였으면, 입국한 나라에서 최소 1년 이상 거주하였거나 주거 및 노동 허가를 받지 않은 한 출국한 나라로 소환되었다.

### 여권 및 거주 허가 폐지
노르웨이, 덴마크, 스웨덴, 핀란드 국민이 상호간을 이동하거나 이주할 때 여권이나 거주 허가를 폐지하는 조약은 1954년 5월 22일 코펜하겐에서 조인되었다. 다른 조약처럼 각 국가에서 개별적으로 결정하였고, 취소할 수 있다. 노르딕 국가의 시민들은 다른 노르딕 국가로 이동할 때 여권이나 여행 증명서가 필요하지 않으며, 노르딕 국가 시민들은 다른 국가로 거주 허가 없이 이주할 수 있다. 노르딕 국가 국민 간 경찰 정보는 서로 공유된다.

### 노르딕 경내 여권 검사 폐지
노르딕 경내 여권 검사를 폐지하는 조약은 1957년 7월 12일 코펜하겐에서 조인되었고 1958년 5월 1일 발효되었다. 노르딕 경내 여권 검사를 모두 폐지하였고, 노르딕 국가를 나갈 때 여권 검사를 하도록 하였다. 거주 허가가 있는 외국인들은 다른 국가에 최대 3개월까지 거주할 수 있으며, 직장을 구하거나 사업을 할 때는 예외로 적용되었다.
노르딕 국가로 입국이 거부된 외국인들은 다른 노르딕 국가로의 입국이 거부되었다. 또한 입국이 거부된 경우 최초 입국 지점으로 재입국을 허용하였다.

## 같이 보기
- 솅겐 조약

## 참조
1. ↑  스발바르 제도, 얀마옌, 부베섬, 퀸 마우드 랜드 제외
2. ↑  그린란드 제외, 1966년 1월 1일부터 페로 제도 포함
3. ↑  1955년 11월 3일부터
4. ↑  (스웨덴어) När behövs pass?
5. ↑  United nations treaty collection. “Protocol concerning the abolition of passports for travel between Sweden, Denmark, Finland and Norway” (PDF). 2009년 3월 27일에 원본 문서 (PDF)에서 보존된 문서. 2009년 3월 17일에 확인함.
6. ↑  United nations treaty collection. “Agreement for readmittance of aliens who have illegally entered the territory of another contracting party” (PDF). 2009년 3월 19일에 원본 문서 (PDF)에서 보존된 문서. 2009년 3월 17일에 확인함.
7. ↑  United nations treaty collection. “Protocol concerning the exemption of nationals of Denmark, Finland, Norway and Sweden from the obligation to have a passport or residence permit while resident in a Scandinavian country other than their own” (PDF). 2009년 3월 19일에 원본 문서 (PDF)에서 보존된 문서. 2009년 3월 17일에 확인함.
8. ↑  United nations treaty collection. “Agreement between Denmark, Finland, Norway and Sweden to remove passport control at the internal Nordic borders” (PDF). 2009년 3월 19일에 원본 문서 (PDF)에서 보존된 문서. 2009년 3월 17일에 확인함.